# Ilovka
Ilovka este o localitate din comuna Kranj, Slovenia, cu o populație de 53 de locuitori.